# Salsadella
Salsadella (en valenciano y oficialmente La Salzadella) es un municipio de España perteneciente a la provincia de Castellón, en la Comunidad Valenciana. Ubicado en la comarca del Bajo Maestrazgo, tiene una población de 678 habitantes (INE 2024).

## Geografía
Ubicada sobre terreno elevado en la falda occidental de las Atalayas de Alcalá. Paisaje con vegetación típicamente mediterránea como olivos, almendros, frutales, destacando la afamada cereza. Se accede a esta localidad desde Castellón de la Plana tomando la CV-10.

### Barrios y pedanías
En el término municipal de Salsadella se encuentran también los siguientes núcleos de población:
- Masía d'En Guasch.
- Masía de la Teulería.
- Masía del Andalus de Baix.
- Masía del Andalus de Dalt.
- Masía La Solana.
- Masía del Rey.

### Localidades limítrofes
El término municipal de Salsadella limita con las siguientes localidades: San Mateo, Santa Magdalena de Pulpis, Alcalá de Chivert, Cuevas de Vinromá, Catí y Tírig todas ellas de la provincia de Castellón.

## Historia

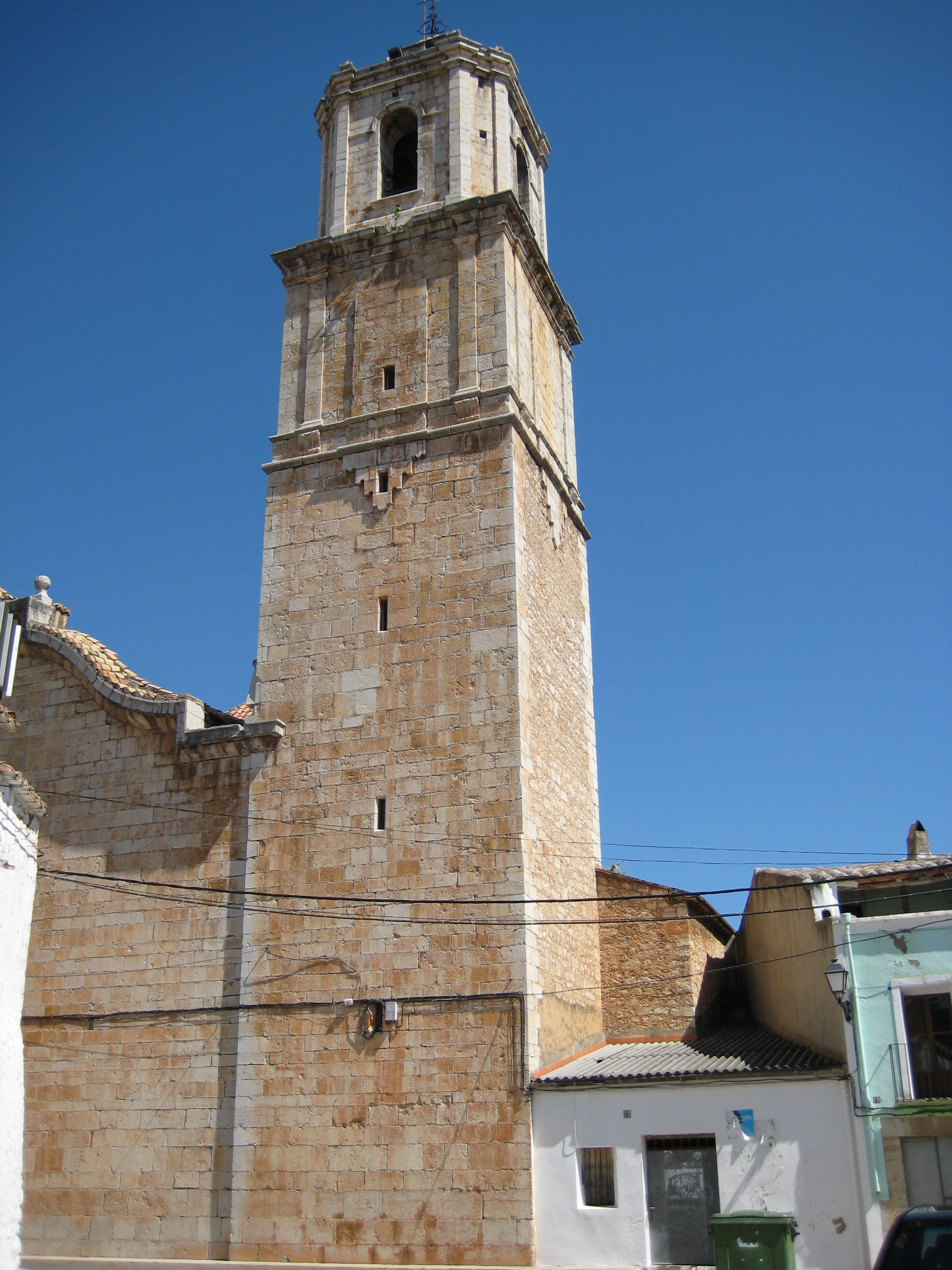
Campanario de la iglesia de la Purificación de María

En 1924, se encontró en la necrópolis dels Espleters, un importante hallazgo de la edad de hierro.
En la partida de Les Mesquites existen vestigios de un recinto musulmán con enterramientos, encontrándose una interesante cantidad de diminutas placas de plomo con fragmentos de shuras coránicos. El nombre de Salsadella viene dado de un gran bosque de sauces, situado cerca de la población en la partida La Gatelleda ('gatell' es una variedad de sauce).
Históricamente pertenecía al término del castillo y posterior bailía de Cuevas de Vinromá. Fue señorío de Blasco de Alagón desde 1235 hasta su muerte en 1245. En 1238, otorgó Carta Puebla en favor de Miquel d'Ascó y de Pere d'Olzina. Después pasó a manos de la Orden de Calatrava hasta el año 1275. Entre ese año y 1293 fue señorío de Artal de Alagón, y a continuación pasó a la Corona que lo donó a la Orden del Temple en 1294. Disuelta esta Orden militar, todo su patrimonio pasó al señorío de la Orden de Montesa en 1319, en cuyo seno permaneció hasta el siglo XIX.
A mediados del siglo XIX, la villa tenía contabilizada una población de 911 habitantes. Aparece descrita en el decimotercer volumen del Diccionario geográfico-estadístico-histórico de España y sus posesiones de Ultramar de Pascual Madoz de la siguiente manera:

SALSADELLA: v. con ayunt. de la prov. de Castellon de la Plana (9 leg.), part. jud. de San Mateo (1), aud. terr. y c. g. de Valencia (19), dióc. de Tortosa (10). sit. en terreno pedregoso y elevado á la falda occidental de los montes llamados Atalayas de Alcalá; está bien ventilado, y su clima es templado y sano. Tiene sobre 220 casas, inclusa la del ayunt.; igl. parr. (La Purificacion) de primer ascenso y patronato de la orden de Montesa, servida por un cura y 2 beneficiados de patronato familiar, y una ermita dedicada á San José y sit. en la cumbre de un monte al lado del camino de Alcalá de Chisvert. Confina el térm. por N. con San Mateo; E. Alcalá de Chisvert; S. Cuevas de Vinromá, y O. Tirig. El terreno es montuoso y en parte llano con algunas huertecitas que riega un riach. caminos: cruza el pueblo la ant. carretera de Valencia á Barcelona, en mediano estado. prod.: acite, vino, trigo, cebada y hortaliza, y cria algun ganado lanar. ind.: la agrícola y una tienda abacería. pobl.: 241 vec., 911 alm. cap. prod.: 443,650 rs. imp.: 30,084. contr.: el 22 por 100 de esta riqueza.
(Madoz, 1849, p. 707)

## Demografía
Salsadella cuenta con una población de 678 habitantes (INE 2024).
| Gráfica de evolución demográfica de Salsadella entre 1842 y 2021 |
| |
| Población de derecho según los censos de población del INE Población de hecho según los censos de población del INEEn estos censos se denominaba Salsadella: 1842, 1857, 1860, 1877, 1887, 1897, 1900, 1910, 1920, 1930, 1940, 1950, 1960, 1970, 1981 y 1991 |

En 1646 tenía unos 500 habitantes; en 1794 un millar y en 1900 contaba con 1617.

## Economía

Cerezas, fruta típica de la Salsadella

Basada tradicionalmente en la agricultura, el cultivo que destaca es el del cerezo. Así como la producción de aceite de oliva, tan habitual en la cuenca mediterránea.
Actualmente destaca la producción de ganado porcino, ya que existen multitud de explotaciones porcinas con un total de unas 30.000 cabezas de ganado.
Los rebaños de ganado lanar, casi forman parte del pasado y solamente existen un par de ellos en la actualidad.
En los últimos años, el auge por el turismo rural ha hecho aumentar la oferta de casas rurales.
También existe la industria del mueble, que a pesar de la crisis ha subsistido y en la actualidad está recuperándose.

## Administración y política
| Periodo   | Nombre                     | Partido   |
| --------- | -------------------------- | --------- |
| 1979-1983 | Blas Gallego Ferrando      | UCD       |
| 1983-1987 | Blas Gallego Ferrando      | AP        |
| 1987-1991 | Angel Palatsi              | PSPV-PSOE |
| 1991-1995 | Cristóbal Segarra          | PP        |
| 1995-1999 | Cristóbal Segarra          | PP        |
| 1999-2003 | Cristóbal Segarra          | PP        |
| 2003-2007 | Víctor Gallego Ferrando    | PP        |
| 2007-2011 | Abelardo Ripoll Guasch     | JPS       |
| 2011-2015 | Cristóbal Segarra Fabregat | PP        |
| 2015-2019 | Cristóbal Segarra Fabregat | PP        |
| 2019-2023 | Cristóbal Segarra Fabregat | PP        |

## Patrimonio

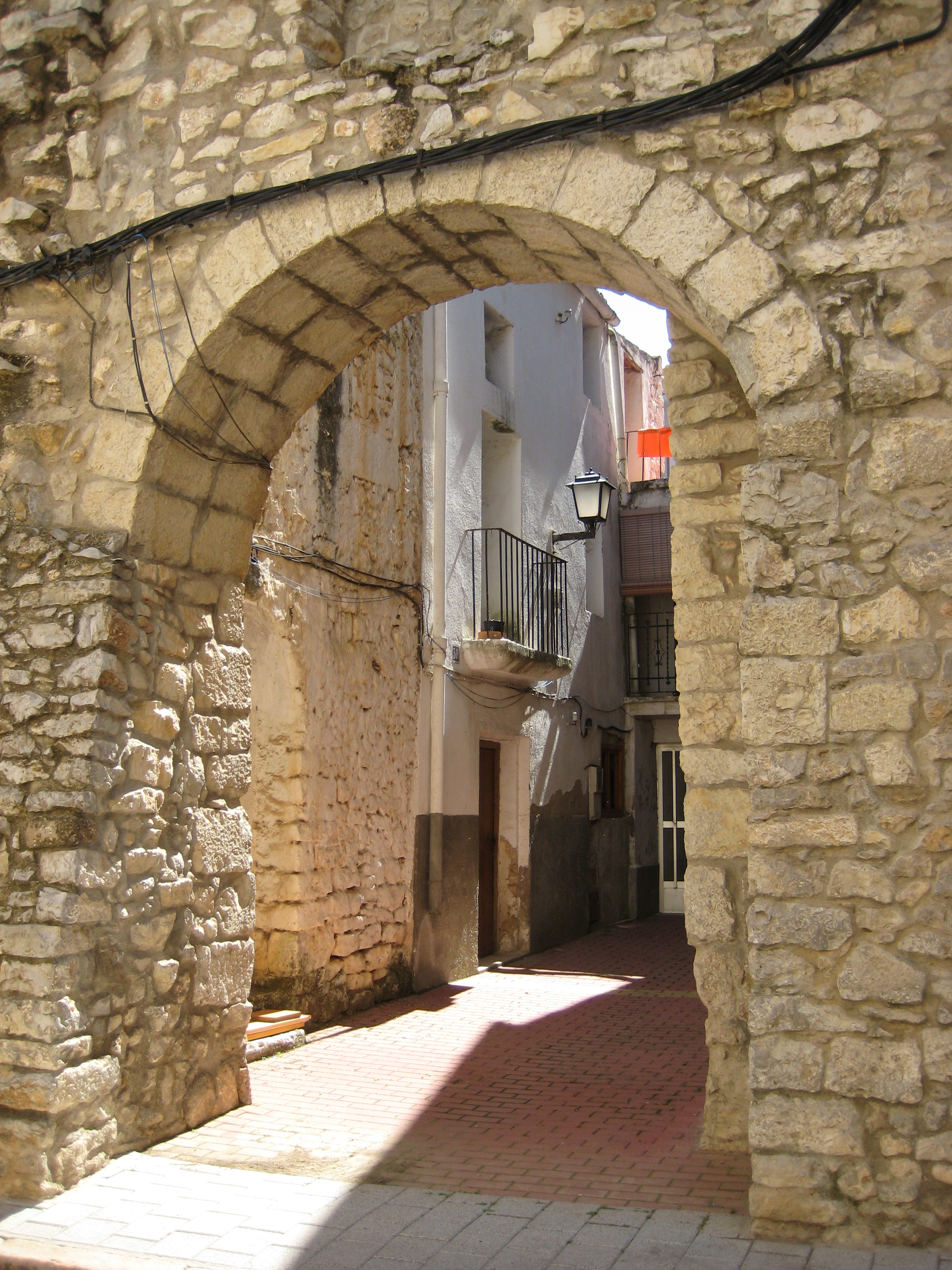
Portal de la Bassa, portal de Sant Mateu.

- Ermita de San José. Se encuentra en lo alto de una montaña. El lunes de pascua es cuando los salsadellenses suben en romería a la ermita y pasan el día.
- Ermita de Santa Bárbara. Se reedificó sobre la antigua ermita de la que se desconoce su origen.
- Iglesia de la Purificación. Originaria del siglo XVIII, consta de una nave corintia. Fue edificada entre 1736 y 1756, siendo destruida en su interior en 1936, contribuyendo a su restauración en 1964 y 1967 por hijos de la villa emigrados a México. Conserva un interesante tesoro con varios cálices del siglo XV y una singular cruz procesional menor, formada por 24 piezas de cristal de roca valenciano finamente tallado. Es uno de los ejemplares de máxima rareza e interés entre las cruces procesionales de estas tierras.

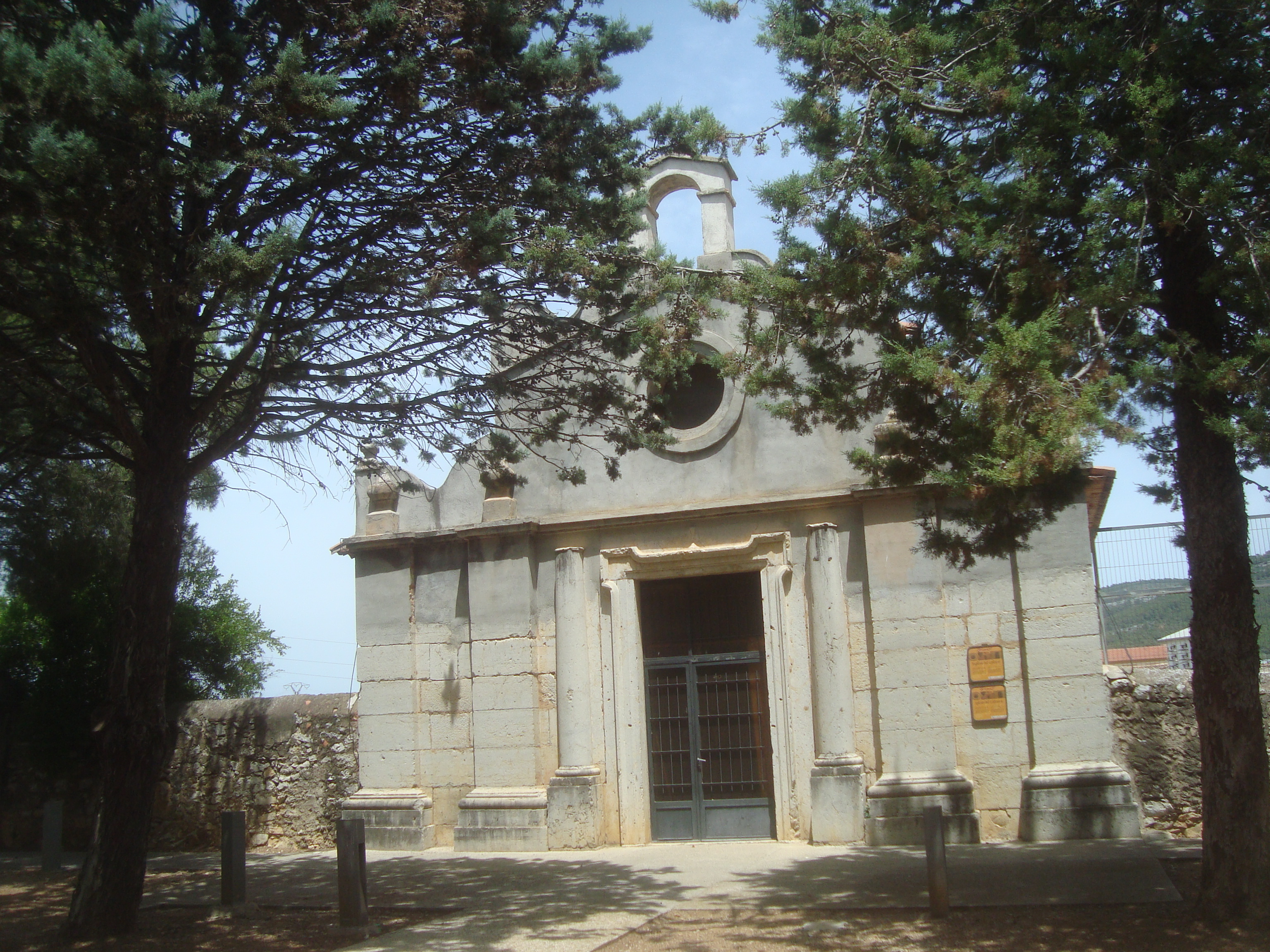
Ermita del Calvario

- Ermita del CalvarioCalvario de Salsadella
- Ermita de San Antonio.

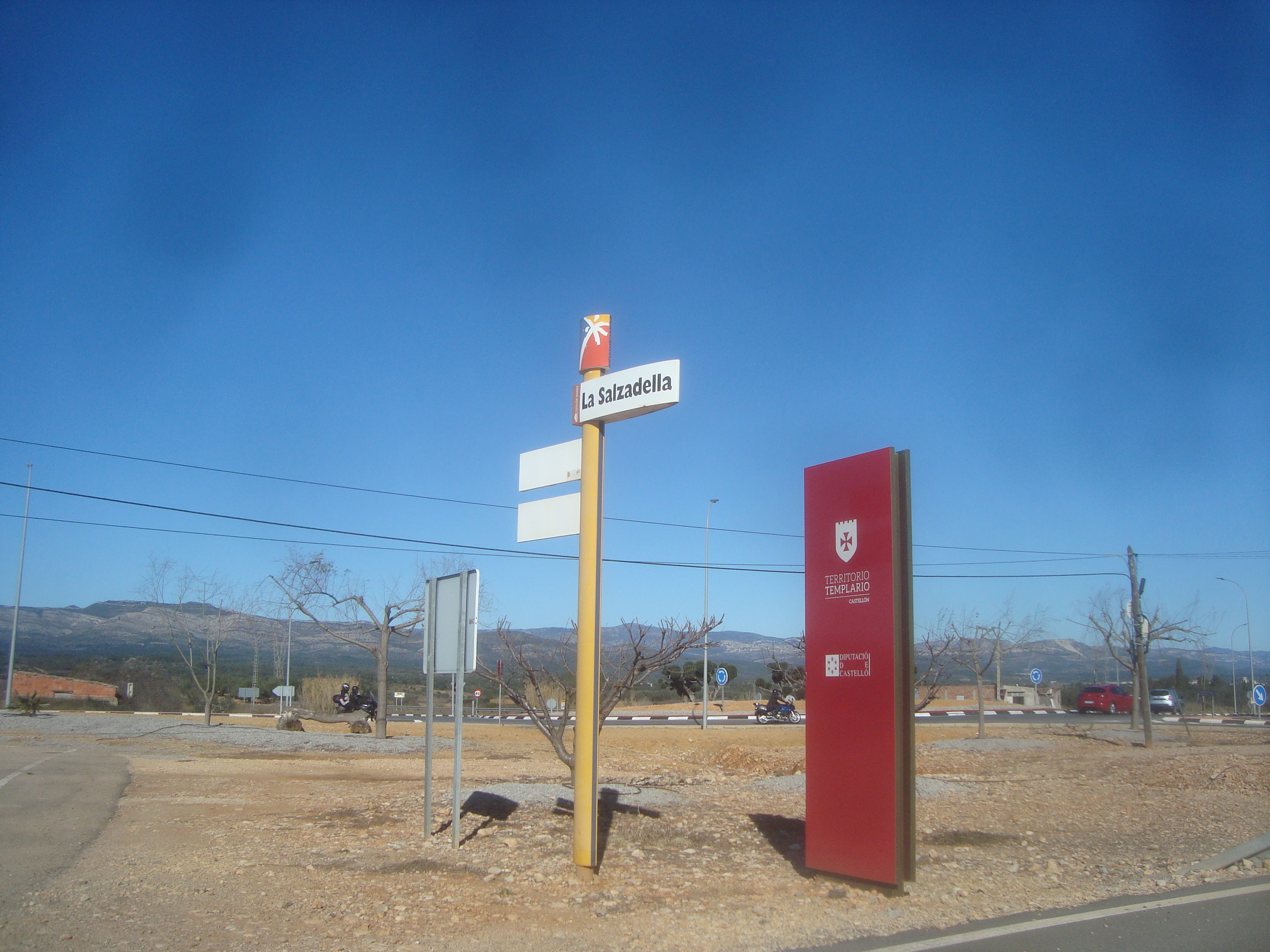
Salsadella, Ruta "Territorio Templario".

- Salsadella, Ruta "Territorio Templario".Murallas. Salsadella se encontraba dentro de un recinto amurallado que constaba de cuatro o cinco portales o entradas, de las cuales sólo dos han resistido el paso del tiempo: El Portal de la Bassa y el Portal de les Coves.

## Fiestas locales
- Fiestas Patronales. Se celebran en febrero en honor de San Blas.
- Lunes de Pascua. Se celebra en abril. Romería de San José.
- Feria de la Cereza Arte y Tradición. Se celebra el primer fin de semana de junio.
- Fiestas de la juventud.Se celebran el último fin de semana de junio y el primero de julio.
- Virgen de Agosto. Se celebra el 15 de agosto.

## Gastronomía
Destacan como platos típicos: la olla, arroz empedrado y paella. Y en repostería: pasteles de San Blas, panellets, carquiñoles, rosquillas, cerezas en aguardiente, mermelada de cereza y coca de cereza.

## Localidades hermanadas
- Baler (Filipinas)